# Heteroscorpion magnus
Espèce
Heteroscorpion magnus est une espèce de scorpions de la famille des Heteroscorpionidae.

## Distribution
Cette espèce est endémique de Sava à Madagascar. Elle se rencontre vers Daraina.

## Description
La femelle holotype mesure 144 mm et le mâle subadulte paratype 132,0 mm.
Le mâle décrit par Lourenço, Goodman, Raheriarisena et Ramilijaona en 2003 mesure 187,2 mm.

## Publication originale
- Lourenço & Goodman, 2002 : Scorpions from the Daraina region of northeastern Madagascar, with special reference to the family Heteroscorpinidae Kraepelin, 1905. Revista Iberica de Aracnologia, vol. 6, p. 53-68 (texte intégral).